# Microsporaceae
Microsporaceae, porodica zelenih algi, u koju je do 2020. kao jedini uključivan rod Microspora, dio je reda Sphaeropleales. Danas se u nju uključuju 2 roda sa ukupno 29 vrsta.

## Rodovi
1. Flintia Molinari & Guiry 3
2. Microspora Thuret 26